# Žur
Zhur en albanais et Žur en serbe latin (en serbe cyrillique : Жур) est une localité du Kosovo située dans la commune/municipalité de Prizren et dans le district de Prizren/Prizren. Selon le recensement kosovar de 2011, elle compte 5 909 habitants.
Le village est également connu sous le nom albanais de Zhuri.

## Démographie

### Évolution historique de la population dans la localité
| 1948  | 1953  | 1961  | 1971  | 1981  | 1991  | 2011  |
| ----- | ----- | ----- | ----- | ----- | ----- | ----- |
| 1 926 | 2 019 | 2 348 | 3 214 | 4 353 | 5 230 | 5 909 |

|  |

### Répartition de la population par nationalités (2011)
En 2011, les Albanais représentaient 99,80 % de la population.